# Ara Jachatrian
Ara Jachatrian (en armenio: Արա Խաչատրյան; Leninakán, URSS, 13 de septiembre de 1982) es un deportista armenio que compitió en halterofilia.
Ganó una medalla de bronce en el Campeonato Mundial de Halterofilia de 2006 y tres medallas de plata en el Campeonato Europeo de Halterofilia entre los años 2007 y 2010.
Participó en dos Juegos Olímpicos de Verano, en los años 2008 y 2012, ocupando el séptimo lugar en Pekín 2008, en la categoría de 77 kg.

## Palmarés internacional
| Campeonato Mundial | Campeonato Mundial              | Campeonato Mundial | Campeonato Mundial |
| Año                | Lugar                           | Medalla            | Categoría          |
| ------------------ | ------------------------------- | ------------------ | ------------------ |
| 2006               | Santo Domingo (Rep. Dominicana) | Medalla de bronce  | 77 kg              |
| Campeonato Europeo |                                 |                    |                    |
| Año                | Lugar                           | Medalla            | Categoría          |
| 2007               | Estrasburgo (Francia)           | Medalla de plata   | 77 kg              |
| 2008               | Lignano Sabbiadoro (Italia)     | Medalla de plata   | 77 kg              |
| 2010               | Minsk (Bielorrusia)             | Medalla de plata   | 85 kg              |